# اد شیرن
ادوارد کریستوفر شیرن (انگلیسی: Edward Christopher Sheeran؛ زادهٔ ۱۷ فوریهٔ ۱۹۹۱) خواننده-ترانه‌سرای انگلیسی است. او که متولد هلیفکس (یورکشایر غربی) و بزرگ‌شدهٔ فراملینگهام (سافک) است، نوشتن ترانه را از حدود یازده سالگی آغاز کرد. در اوایل سال ۲۰۱۱ به‌صورت مستقل آلبومی چندآهنگه (ئی‌پی) تحت عنوان شمارهٔ ۵ پروژهٔ همکاری منتشر کرد. او در همان سال با اسایلم رکوردز قرارداد بست.
+ (۲۰۱۱) آلبوم آغاز به کار شیرن بود که به صدر جدول آلبوم‌های بریتانیا رسید. این آلبوم شامل تک‌آهنگ از لحاظ تجاری موفق «گروه بهترین‌ها» بود. او در سال ۲۰۱۲ برندهٔ دو جایزهٔ بریت در رشتهٔ بهترین هنرمند انفرادی مرد بریتانیایی و هنرمند برجستهٔ بریتانیا شد. دومین آلبوم شیرن، x‏ (۲۰۱۴) در سراسر جهان به موفقیت تجاری دست یافت و دومین آلبوم پرفروش سال ۲۰۱۵ شد. این آلبوم در مراسم بریت ۲۰۱۵ جایزهٔ آلبوم سال را کسب کرد. یکی از تک‌آهنگ‌های این آلبوم، «بلند بلند فکر کردن»، در سال ۲۰۱۶ جوایز گرمی ترانه سال و بهترین اجرای پاپ تک‌نفره را کسب کرد.
سومین آلبوم شیرن، ÷ («تقسیم»)، پرفروش‌ترین آلبوم سال ۲۰۱۷ شد. دو تک‌آهنگ نخست این آلبوم، «قلعه روی تپه» و «شکل تو»، در شماری از کشورها رکوردهایی به نام خود ثبت کردند. چهارمین تک‌آهنگ، «بی‌نقص»، نیز موفق بود و در صدر جدول فروش اکثر کشورها قرار گرفت. او در آن سال از سوی فدراسیون بین‌المللی صنعت فونوگرافی، هنرمند موسیقی جهانیِ سال نام گرفت. آلبوم بعدی، شمارهٔ ۶ پروژه همکاری (۲۰۱۹) که تمام قطعات آن همکاری با دیگر خوانندگان بود، به صدر جدول فروش اکثر مناطق رسید و شامل تک‌آهنگ موفق «من اهمیت نمی‌دم» بود. شیرن از آن زمان آلبوم‌های = (۲۰۲۱) و - (۲۰۲۳) را منتشر کرده‌است.
شیرن بیش از ۱۵۰ میلیون از آثارش را در سراسر جهان به فروش رسانده و یکی از پرفروش‌ترین خوانندگان جهان است. شرکت جدول‌های رسمی در سال ۲۰۱۹ او را هنرمند دهه نامید. او در دههٔ ۲۰۱۰ بهترین عملکرد را در جداول فروش موسیقی بریتانیا داشت. او تا آوریل ۲۰۲۲ دارندهٔ بیشترین دنبال‌کننده در اسپاتیفای بود. تور کنسرت ÷ که در سال ۲۰۱۷ آغاز شد، در اوت ۲۰۱۹ پرفروش‌ترین تور کنسرتی جهان شد. شیرن علاوه بر موسیقی، در فیلم دیروز (۲۰۱۹) ایفای نقش کرده‌است.
شیرن در سال ۲۰۲۵، ترانه‌ی «عزیزم» را با الهام از موسیقی ایرانی و ریتم ۶/۸ منتشر کرد. در ۱۸ آوریل همان سال، شیرن با هم‌کاری خوانندهٔ سرشناس ایرانی، گوگوش، نسخهٔ فارسی عزیزم را منتشر کرد. اد شیرن در ترانهٔ عزیزم، برای نخستین‌بار، به فارسی خواند.

## سبک موسیقی و تأثیرات

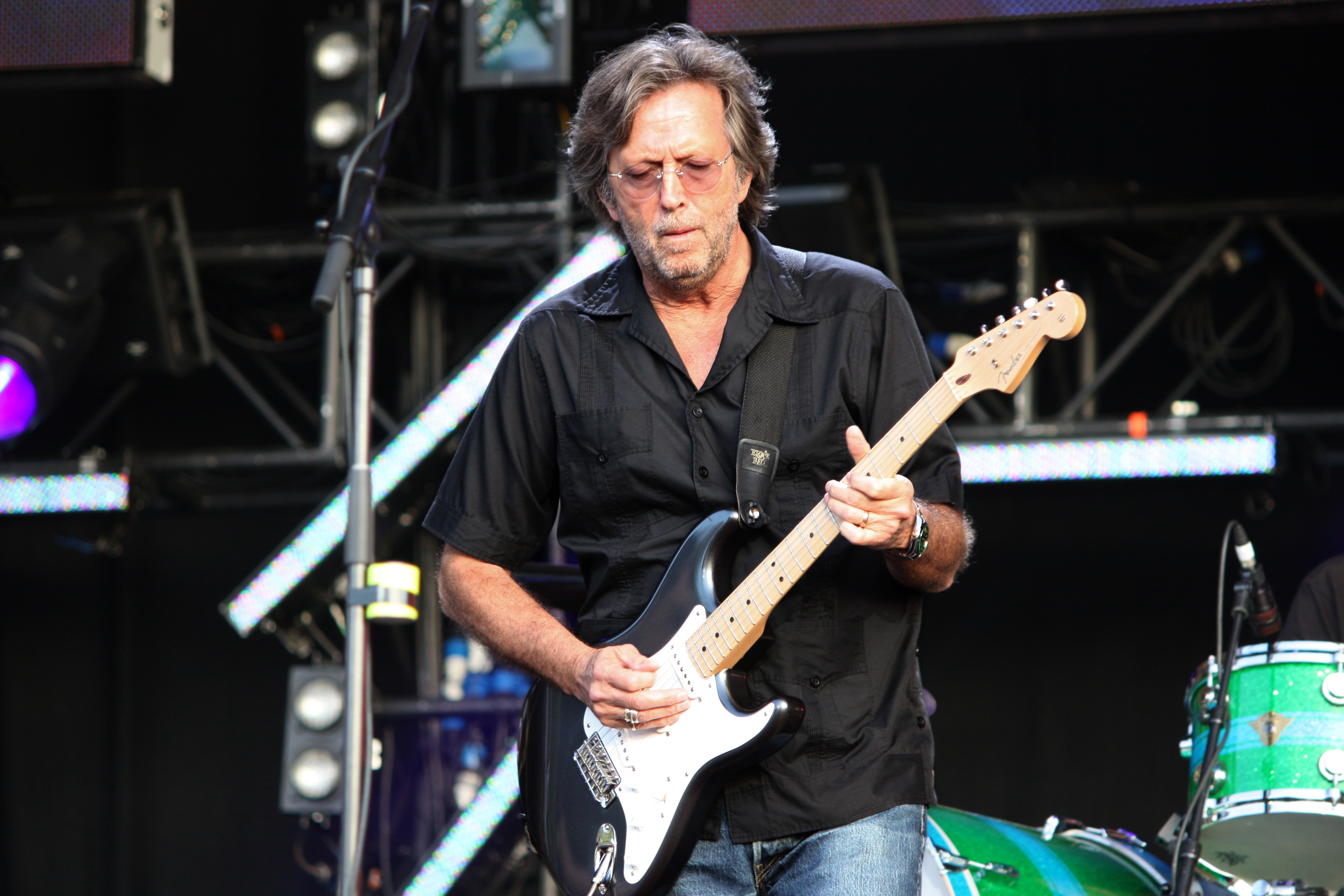
اجرای زنده اریک کلپتون افسانه‌ای در کنسرت هارد راک کالینگ در تاریخ ۲۸ ژوئن ۲۰۰۸ در هاید پارک، لندن

سبک موسیقایی شیرن، پاپ، فولک پاپ و سافت راک توصیف شده‌است. او رپ را نیز در موسیقی خود تلفیق کرده‌است. ابتدایی‌ترین خاطرات شیرن، شامل گوش دادن به موسیقی جونی میچل، باب دیلن و نیز آلبوم برترین هیت‌های التون جان می‌شود. شیرن می‌گوید آلبوم ضربان‌قلب ایرلندی از ون موریسون باعث آشنایی او با موسیقی شد. طی دوران کودکی پدرش او را به کنسرت‌های زنده برد که الهام‌بخش آثار موسیقی او شد. این کنسرت‌ها شامل اریک کلپتون، پل مک‌کارتنی و باب دیلن می‌شد. شیرن دربارهٔ تأثیر کلپتون می‌گوید: «او دلیلی بود که نواختن گیتار را آغاز کردم».
شیرن همچنین از بیتلز، نیزلپی و امینم به‌عنوان بزرگ‌ترین تأثیر در موسیقی خود یاد کرده‌است. او از طرفداران موسیقی هوی است و از گروه‌هایی مانند کریدل آو فیلث، اسلپ‌نات، کورن، مریلین منسون و برینگ می د هورایزن به‌عنوان دیگر تأثیرات یاد کرده‌است. او در نوجوانی اشتراک مجلهٔ کرنگ! را داشت. او می‌گوید در جوانی هنگام صحبت به لکنت زبان مبتلا می‌شد و هم‌خوانی با آلبوم مارشال مدرز ال‌پی امینم باعث کمتر شدن لکنت او شد. شیرن از ترانهٔ «گلوله توپ» از دیمین رایس نیز الهام گرفت. او همچنین از تیلور سوئیفت به‌عنوان یکی از اشخاص تأثیرگذار بر خود نام برد، و گفت که در سال ۲۰۱۵ موفقیت‌شان باعث پیشرفت یکدیگر خواهد شد.

## زندگی خصوصی
ادوارد کریستوفر شیرن در ۱۷ فوریه ۱۹۹۱ در هلیفکس، یورکشایر غربی، انگلستان به دنیا آمد. خانه دوران کودکی او در خیابان برچکلیف در نزدیکی هبدن بریج بود. پدرش مدیر هنری در گالری کارت‌رایت هال در برادفورد بود و مادرش در گالری هنر منچستر سیتی کار می‌کرد. در دسامبر ۱۹۹۵، او به همراه خانواده‌اش از هبدن بریج به فَرمْلینگهَم در سافک نقل مکان کرد، جایی که در مدرسه مقدماتی برندستون هال (که اکنون به نام مدرسه مقدماتی کالج فرملینگهام شناخته می‌شود) تحصیل کرد و سپس به دبیرستان توماس میلز در همان شهر رفت. او یک برادر بزرگ‌تر به نام متیو دارد که آهنگ‌ساز است.
والدین شیرن، جان و ایموجن، اهل لندن هستند. پدرش ایرلندی است و شیرن گفته که پدرش از یک خانواده کاتولیک "بسیار پرجمعیت" آمده است. جان مدیر هنری و مدرس دانشگاه است و ایموجن، سخنگوی فرهنگی سابقی است که اکنون طراح جواهرات است. والدینش بین سال‌های ۱۹۹۰ تا ۲۰۱۰ شرکت مشاوره هنری مستقل "شیرن لاک" را اداره می‌کردند.
شیرن از چهار سالگی در گروه کر کلیسا آواز می‌خواند، در یازده سالگی نواختن گیتار را آموخت و نوشتن آهنگ را در دوران دبیرستان توماس میلز آغاز کرد. او همچنین در دوران کودکی ویولنسل می‌نواخت. گزارش مدرسه‌ای در سال ۲۰۰۴ او را "یک اجراکننده طبیعی" توصیف کرده و همکلاسی‌هایش به او رای داده بودند که "بیشتر از همه احتمال دارد مشهور شود". در دوران نوجوانی در تئاتر ملی جوانان در لندن پذیرفته شد. او در سال ۲۰۰۷ با موفقیت در آزمون تئاتر موسیقی جوانان بریتانیا شرکت کرد و به تولید نمایشی "فرانکشتاین – یک موزیکال جدید" در پلیموث پیوست. او حامی تئاتر موسیقی جوانان بریتانیا (که قبلاً تئاتر موسیقی جوانان بریتانیا نام داشت) و همچنین مرکز "Access to Music" است، جایی که در آن توسعه هنری را فرا گرفت.
شیرن پسرعموی درجه دو گوردون برنز، مجری اهل ایرلند شمالی است که برنامه مسابقه‌ای بریتانیایی "The Krypton Factor" را اجرا می‌کرد.
او رابطه‌ای را با چری سیبورن دوست دوران کودکی و همکلاسی سابق دبیرستان خود در ژوئیهٔ ۲۰۱۵ شروع کرد. آن‌ها در ژانویهٔ ۲۰۱۸ نامزد کردند و در مراسمی خصوصی در ژانویهٔ ۲۰۱۹ ازدواج کردند. آنها صاحب دختری به نام لایرا هستند. در ۱۹ مه ۲۰۲۲ اعلام شد که دختر دوم این زوج به نام «ژوپیتر سیبورن شیرن» به دنیا آمده است.
اِد آهنگ بی‌نقص (Perfect) را از همسرش الهام گرفته و ساخته‌است.

## ترانه‌شناسی
- + (۲۰۱۱)
- X‏ (۲۰۱۴)
- ÷ (۲۰۱۷)
- شماره ۶ پروژه همکاری (۲۰۱۹)
- = (۲۰۲۱)
- - (۲۰۲۳)
- تغییرات پاییزی (۲۰۲۳)
- بازی (۲۰۲۵)
- عزیزم(۲٠۲۵)